# Wexler v. Goodman
"Wexler v. Goodman" é o sexto episódio da quinta temporada da série de televisão norte-americana de drama Better Call Saul, derivada de Breaking Bad, e o quadragésimo sexto da série em geral. Foi dirigido por Michael Morris e teve o seu roteiro escrito por Thomas Schnauz. A transmissão original estadunidense do episódio ocorreu na noite de 23 de março de 2020 através da rede de televisão AMC. Fora dos Estados Unidos, o episódio estreou no serviço de streaming da Netflix em vários países.

## Enredo
Em um flashback da adolescência de Kim, a mãe de Kim chega atrasada para buscá-la em sua escola em Red Cloud, Nebraska, porque estava bebendo. Kim se afasta e se recusa a ir para casa com ela. A mãe de Kim grita com raiva dizendo que Kim nunca a ouve.
A equipe de filmagem de Jimmy e os atores locais filmam no salão de beleza. Kim chega e diz a Jimmy que não quer tentar chantagear Kevin e oferece um acordo para Everett Acker, com Kim desejando compensar pessoalmente a diferença entre o que Kevin concorda e um pagamento de US$ 75.000. Jimmy diz que Acker já concordou em aceitar US$ 45.000, então ele concorda. Depois de representar duas prostitutas no tribunal, Jimmy decide irritar Howard pagando-as para atrapalhar seu almoço com Clifford Main.
Nacho se encontra com Gus, Victor e Mike, e finge não conhecer Mike. Ele relata os planos de Lalo de revelar a localização dos traficantes de rua de Gus à polícia. Gus diz a Victor para garantir que apenas funcionários de baixo escalão sejam presos e, se necessário, contratar novos para sacrificar. Gus diz a Nacho que a partir de agora ele se reportará a Mike. Depois que Gus sai, Nacho avisa Mike sobre a crueldade de Gus, mas Mike lembra a Nacho que ele contou a Nacho o risco que assumiu ao tentar matar Hector Salamanca. Agindo de maneira discreta, Mike complementa as informações da polícia sobre o carro de Lalo e sua conexão com o assassinato de Fred, o funcionário do caixa eletrônico. Além disso, ele usa uma dica de Nacho para fazer a polícia convergir até a localização de Lalo e o prender.
Jimmy se reúne com Kim, Rich, Kevin e Paige para concluírem o acordo de Acker e surpreende a todos exigindo US$ 4 milhões. Quando Kevin ridiculariza o valor, Jimmy mostra a eles seu vídeo – vídeos editados de comerciais que buscam demandantes por ações coletivas contra o Mesa Verde, todos retratando desfavoravelmente Don, o pai de Kevin. A descoberta de Kim vendo as fotos de Sobchak da casa de Kevin é que o logotipo do Mesa Verde é baseado em uma fotografia que o banco não obteve permissão para usar. Jimmy usa a ameaça de entrar com ações judiciais e uma liminar contra a exibição do logotipo para convencer Kevin a aceitar um acordo que inclui dinheiro para Acker e a fotógrafa da imagem.
Quando Kim chega em casa, Jimmy fica apreensivo, mas diz que Kim e ele deveriam comemorar. Kim exprime sua raiva de Jimmy por ignorar o acordo e torná-la a "otária" do seu golpe. Ela diz que eles precisam terminar o relacionamento ou se casar.

## Produção
O nome da fotógrafa nativo-americana mencionada no episódio, Olivia Bitsui, é uma referência à filha do ator Jeremiah Bitsui, que interpreta o personagem Victor. Quando Kim chega em casa, Jimmy está tocando o conhecido refrão de guitarra da música "Smoke on the Water" da banda britânica Deep Purple. Essa é a mesma música que o parceiro de Jimmy, Marco, estava cantarolando quando morreu, e o mesmo que Jimmy estava cantarolando quando deixou o estacionamento do tribunal depois de inicialmente recusar a oferta de emprego na Davis & Main. A guitarra que ele toca é aquela que ele adquiriu dos donos das lojas de música quando sofreu um acidente escorregando e caindo logo depois que eles se recusaram a pagar pelo comercial que ele produziu para eles, tendo sido outra ocasião em que ele tocou "Smoke on the Water".

## Recepção

### Crítica
"Wexler v. Goodman" foi aclamado pela crítica especializada. De acordo com os dados agregados no Rotten Tomatoes, ele obteve uma classificação perfeita de 100% com uma pontuação média de 9 de 10 com base em 11 avaliações. O consenso crítico do site diz: "Como um biscoito cheio de arsênico, 'Wexler V. Goodman' oferece aos espectadores diversão e toxidade fascinantes do plano de Jimmy antes de dar uma série de socos no intestino que eles não esquecerão em breve".

### Audiência
"Wexler v. Goodman" foi assistido por 1.40 milhões de telespectadores em sua transmissão original nos Estados Unidos, indicando um aumento em relação ao índice de audiência do episódio exibido na semana anterior, que foi de 1.45 milhões.